# Farol da Azeda
O Farol da Azeda é um farol português que fica localizado no cimo de uma colina, na cidade de Setúbal.
Possui uma torre cilíndrica branca com duas faixas horizontais vermelhas no do topo. Tem lanterna e varandim vermelhos.
É o farol posterior do enfiamento da barra de Setúbal, ficando a 2.815 m a NE (039º 42') do enfiamento anterior, o Farolim da Doca Pesca.    
Farol da Azeda - A atual estrutura encontra-se situada na antiga Quinta da Azeda (Setúbal). Data de estabelecimento: 1940. Latitude: 38º 32,39’ N, Longitude: 08º 52,62’ W. Mas este farol tem um antecedente histórico que importa aqui referir. Atualmente o farol da Azeda que juntamente como Doca (Anterior) assinalam o enfiamento da barra do rio Sado, no entanto o enfiamento da barra do rio Sado era assinalado anteriormente por faróis situados em outras localizações. 
Antecedentes ao atual enfiamento da barra do rio Sado:
O farol da Amêijoa entrou em funcionamento em 1909, próximo do Moinho da Amêijoa, a 3 km do Outão.
O farol do Outão e o farol da Amêijoa davam o enfiamento da barra do rio Sado. Inicialmente foi equipado com uma ótica dióptrica catadióptrica de 5ª ordem e tinha luz vermelha, fixa. A estrutura era uma cabana de ferro, pintada de branco, móvel ao longo de rails, com 3,5 metros de altura. Era visível num setor de cerca de 15º (aproximadamente 7,5º para cada lado do enfiamento) e tinha um alcance luminoso de 14 milhas. Devido ao assoreamento da barra o farolim tinha por vezes de ser deslocado para outra cabana que ficava fora dos carris.
Em 14 de fevereiro de 1951 foi extinto. O enfiamento da barra do Sado tinha então passado a fazer-se pelo farolim da Doca (anterior) e pelo farol da Azeda.
O farol da Azeda entrou em funcionamento em 06 de junho de 1940, na quinta da Azeda. Inicialmente foi montado numa cabana com montantes e lanterna de estai, com luz vermelha, fixa. Tinha 6,5 metros de altura e 72 metros de altitude. A ótica dióptrica, era de 6ª ordem e o alcance luminoso de 8 milhas. Com o farolim anterior Doca Pesca, dá o enfiamento da barra de Setúbal.
Em 31 de dezembro de 1940 substituiu a ótica dióptrica por uma dióptrica catadióptrica de 8ª ordem e o alcance passou para as 10 milhas.
Em 7 de março de 1985, a luz passou a ritmada com a montagem de uma célula sigma e um eclipsor Edold.
Em junho de 1999 o farol passou a estar aceso no período diurno.
Como já havia dificuldade em avistar a estrutura de dia e mesmo a luz durante a noite, devido às novas construções que se vinham fazendo nas proximidades e que dificultavam grandemente a navegação, em 03 de outubro de 1996 foi construída uma torre cilíndrica, pintada com faixas vermelhas e brancas com 31 metros de altura e o farol passou para esta estrutura onde se mantém.
LOCALIZAÇÃO: NA ANTIGA QUINTA DA AZEDA (SETÚBAL)
FUNÇÃO: ENFIAMENTO
ESTABELECIMENTO: 1940
LATITUDE: 38º 32,39' N
LONGITUDE: 08º 52,62'
ALTURA: 31M
ALTITUDE: 61M
ALCANCE: 22/6 Day MILHAS (40,7 Km)
CARACTERÍSTICA: Iso Y 6s 
*Qualquer  referência a que este farol serve também como depósito de água não corresponde à verdade.

## Curiosidades
A torre não funciona como reservatório de água para abastecimento à cidade de Setúbal, contrariamente ao que aqui foi escrito.

## Informações
- Uso actual: Ajuda activa à navegação
- Acesso: R. Central da Azeda / R. Nova de Sintra
- Aberto ao público: local aberto, torre fechada
- Outras designações: Enfiamento posterior da Barra de Setúbal
- Número nacional: 385
- Número internacional: D-2151.1
- Número NGA: 3568
- Número ARLHS: POR-065.[1]